# Allan Clarke
Allan John Clarke (født 31. juli 1946 i Willenhall, England) er en tidligere engelsk fodboldspiller og træner, der spillede som angriber. Han var på klubplan tilknyttet Walsall, Fulham, Leicester City, Leeds United og Barnsley. Længst tid tilbragte han hos Leeds, hvor han var tilknyttet i ni sæsoner og var med til at vinde det engelske mesterskab og nå finalen i Mesterholdenes Europa Cup i 1975.
Clarke blev desuden noteret for 19 kampe og ti scoringer for Englands landshold. Han repræsenterede sit land ved VM i 1970 i Mexico.
Efter sit karrierestop gjorde Clarke karriere som træner, og stod i spidsen for blandet andet Barnsley, Leeds United og Scunthorpe.

## Titler
Engelsk 1. division
- 1974 med Leeds United

FA Cup
- 1972 med Leeds United

Charity Shield
- 1969 med Leeds United